# Buddleja aromatica
Buddleja aromatica är en flenörtsväxtart som beskrevs av Esprit Alexandre Remy. Buddleja aromatica ingår i släktet buddlejor, och familjen flenörtsväxter. Inga underarter finns listade i Catalogue of Life.